# Truncozetes rugosus
Truncozetes rugosus är en kvalsterart som beskrevs av Sandór Mahunka 1998. Truncozetes rugosus ingår i släktet Truncozetes och familjen Epactozetidae. Inga underarter finns listade i Catalogue of Life.